# Felix Kamphausen
Felix Kamphausen (* 14. April 1944 in Krefeld) ist ein deutscher Schriftsteller.

## Leben
Felix Kamphausen wuchs nach der Scheidung seiner Eltern zeitweise bei seiner Großmutter und später in einem Heim auf. Seine Jugend war von 1959 bis 1964 von häufigen Gesetzesverstößen und Jugendstrafen geprägt. 1970 wurde er verhaftet, nachdem er im Auftrag der Ehefrau und ihres Liebhabers angeblich versucht hatte, den Millionär Theo Schubert zu ermorden. Das Gerichtsverfahren gegen Kamphausen erregte unter dem Namen „Minouche-Prozess“ Aufsehen in der Regenbogenpresse und endete 1973 mit der Verurteilung Kamphausens zu einer lebenslänglichen Freiheitsstrafe, während seine Komplizen bereits vorher mit recht geringen Freiheitsstrafen davongekommen waren. Im Jahre 1974, nachdem die Revision seines Urteils vom Bundesgerichtshof abgelehnt worden war, gelang Kamphausen für zwölf Tage die Flucht aus dem Gefängnis; mit dieser spektakulären Aktion wollte er angeblich eine Wiederaufnahme seines Prozesses und ein gerechteres Urteil bewirken; der Versuch scheiterte jedoch und endete mit einer erneuten Verhaftung Kamphausens.
In der Folgezeit begann der Häftling Kamphausen, der im Gefängnis den Hauptschulabschluss nachgeholt hatte, sich künstlerisch zu betätigen: Neben grafischen Arbeiten entstanden Prosawerke und Gedichte, in denen er sein Leben als Häftling verarbeitete. Nachdem sich eine Reihe prominenter Autoren (u. a. Heinrich Böll, Ingeborg Drewitz und Luise Rinser) für seine Begnadigung eingesetzt hatte, wurde Kamphausen Ende 1985 vorzeitig aus der Haft entlassen. Der Autor, der seit 1987 verheiratet ist, lebt heute in Düsseldorf. Er ist Gründer des gemeinnützigen Fördervereins für Häftlinge „Hilfe zur Selbsthilfe“.

## Werke
- Einen Baum umarmen. Briefe 1976-1991. Verlag van Acken, Krefeld 1991, ISBN 3-923140-50-9 (zusammen mit Astrid Gehlhoff-Claes)
- Felix Kamphausen. Stadtbüchereien, Düsseldorf 1978.
- Die Psychiatrierung. Erzählungen. Verlag Padligur, Dortmund 1981, ISBN 3-922957-01-3.
- Der Sprung. Moewig-Verlag, Rastatt 1984, ISBN 3-8118-2272-1.
- Transport. Sassafrass-Verlag, Krefeld 1978, ISBN 3-922690-17-3.
- Zu früh zu spät. Aufzeichnungen aus dem Jugendstrafvollzug. Ullstein, Frankfurt/M. 1981, ISBN 3-548-20157-1.